# Вишеньки (Кременчуцький район)
Ви́шеньки — село в Україні, у Градизькій селищній громаді Кременчуцького району Полтавської області. Населення на 1 січня 2011 становить 3 особи. Площа населеного пункту — 118,9 га.

## Географія
Село Вішенки знаходиться в 4-х км від лівого берега Кременчуцького водосховища, примикає до сіл Пелехівщина і Посмашнівка. Поруч проходить автошлях Н08.

## Історія
У Національній книзі пам'яті жертв Голодомору 1932—1933 років в Україні вказано, що 21 житель села загинув від голоду.

## Населення
Село Вишеньки налічує 3 двори з кількістю населення станом на 1 січня 2011 року 3 людини.
- 2001 — 14
- 2011 — 3

### Мова
Розподіл населення за рідною мовою за даними перепису 2001 року:
| Мова       | Кількість | Відсоток |
| ---------- | --------- | -------- |
| українська | 14        | 100%     |